# Тони Зайлер
Тони Зайлер с пълно име Антон Енгелберт „Тони“ Зайлер (на немски: Anton Engelbert „Toni“ Sailer, * 17 ноември 1935 в Кицбюел, Тирол, † 24 август 2009 в Инсбрук), с прозвище „Светкавицата от Кицбюел“ е австрийски скиор (олимпийски и световен шампион), певец и актьор.
На олимпийските зимни игри 1956 г. в Кортина д'Ампецо печели три златни медали във всичките три алпийски спускания. При Световното първенство по алпийски ски 1958 г. в Бад Гащайн той печели златен медал. С неговите три олимпийски златни медали и седем световни титли той е един от най-успешните скиори.
Тони Зайлер получава първите си ски малко преди втория му рожден ден и започва рано със скиорския спорт. Баща му Антон, който идва през 1914 г. като бляхар-майстор в Кицбюел, e скиор, неговата по-голяма сестра Рози и по-малкият му брат Рудолф стават също състезатели по ски. Тони Зайлер посещава търговското училище в Швац и изучава професията стъклар.
Работи като водопроводчик.
Тони Зайлер посещава Берлинското училище за артисти и участва в множество филмови и телевизионни продукции. Освен това той пее и издава 18 плочи. Той играе също голф и от 1978 до 1993 г. е президент на клуба по голф в Кицбюл.
Тони Зайлер умира на 24 август 2009 г. от мозъчен тумор. От началото на 2008 г. е известно, че той страда от рак на гръкляна. Той е погребан в Кицбюел.

## Публикации
- Toni Sailer. Mein Weg zum dreifachen Olympiasieg.   Salzburg / Stuttgart, Das Berglandbuch, 1956.
- Toni Sailer. Neue Skischule.   Stuttgart, Cotta, 1966.
- Tony Sailor. Junior Ski School.   London, Wotton, 1986. ISBN 0-9512768-0-8.

## Филмография
- 1957: Ein Stück vom Himmel
- 1958: Der schwarze Blitz
- 1959: Tausend Sterne leuchten
- 1959: Дванадесет момичета и един мъж (Zwölf Mädchen und ein Mann)
- 1960: Der König der silbernen Berge (Ginrei No Ohja)
- 1961: Kauf Dir einen bunten Luftballon
- 1961: Ein Stern fällt vom Himmel
- 1962: Auf Wiedersehen am blauen Meer
- 1962: Sein bester Freund, Режи: Луис Тренкер
- 1964: Das Blaue vom Himmel
- 1964: Samson und der Schatz der Inkas (Sansone e il tesoro degli Incas)
- 1967: Das große Glück
- 1969: Ski Fever
- 1969: Luftsprünge (Fernsehfilm)
- 1971: Verliebte Ferien in Tirol
- 1971: Tante Trude aus Buxtehude
- 1979: Austern mit Senf
- 1992: Die Leute von St. Benedikt (телевизионен филм)
- 1992: Almenrausch und Pulverschnee (телевизионна серия)
- 1992: Die Zwillingsschwestern aus Tirol (TV)
- 2000: Da wo die Berge sind (телевизионен филм)
- 2002: Da wo die Liebe wohnt (телевизионен филм)